# Château de Sassy
Le château de Sassy est une demeure de la seconde moitié du XVIIIe siècle qui se dresse sur le territoire de la commune française de Saint-Christophe-le-Jajolet, dans le département de l'Orne, en région Normandie.
Le château est partiellement protégé aux monuments historiques.

## Localisation
Le château est situé sur la commune de Saint-Christophe-le-Jajolet, dans le département français de l'Orne.
Le château, situé en lisière de forêt et bordé par l'eau de la source de Saint-Évroult, canalisée par une douve, présente une particularité géographique : l'extrémité de son aile ouest est traversée par le méridien de Greenwich. 
Il surplombe un domaine de 800 hectares.

## Historique
De l'ancien château de Sassy, du XVIIe siècle, il ne reste que les pavillons d'entrée. 
Sur les fondations d'un ancienne forteresse, vers 1760 Antoine François Le Bègue (1725-1761), comte de Germiny et capitaine au régiment général des Dragons (et/ou à celui de cavalerie Royal-Allemand ?) est l'initiateur de l'actuel bâtiment.
Il meurt peu de temps après et les travaux, assez lents puis interrompus par la révolution de 1789 - furent repris suivant les plans initiaux sous la Restauration et achevé par le comte d'Ormoy, nouveau propriétaire depuis 1817.
En 1850 « le chancelier Pasquier », Étienne Denis, duc Pasquier, chancelier de France en 1837, achète le domaine qu'il agrandit et transforme intérieurement. 
Sans postérité, il transmet à sa mort en 1862 son titre ducal et Sassy à son petit-neveu et fils adoptif, Gaston, duc d'Audiffret-Pasquier, dont les descendants vivent sur place, en la personne de Xavier d'Audiffret-Pasquier. Les décors de la demeure furent préservés dans leur état XIXème par le 3ème duc (1913-1999) et son épouse Aldée de Lastic Saint-Jal (1923-2022), qui vécut dans l'aile Ouest.
Pendant trois jours, en mai 1967, la reine d'Angleterre Élisabeth II propriétaire de chevaux de course et éleveuse, comme les propriétaires ses amis, séjourna au château lors d'une visite privée et y laissa deux lettres manuscrites.

## Description
Trois étages de terrasses séparent l'imposante demeure du XVIIIe siècle, construite en pierres et briques, et ses parterres. 
Sur le côté opposé, les bâtiments du château entourent une cour adossée à la forêt.
Les pavillons latéraux du château furent édifiés pour recevoir la riche bibliothèque du chancelier Pasquier, qui compte parmi  plus de 20 000 volumes des œuvres du jurisconsulte Étienne Pasquier, dont le Catéchisme des Jésuites, « œuvre de polémique assez violente dirigée contre la Ligue » (exemplaire d'Henri IV) et son Monophile, ou seul aimant, avec quelques autres œuvres d'amour ayant probablement appartenu à Sully. Elle y abrite son portrait en pied (1842) par Horace Vernet et avec son décor est classée monument historique depuis le 30 décembre 1994.
Les pièces sont ornées de tapisseries d'Aubusson, des Gobelins et de Beauvais.
Dans la chapelle édifiée à la fin du XVIIIe siècle (?) a été installé un retable du XVe siècle provenant de l'abbaye Saint-Bavon, de Gand.

### Ancienne horloge Wagner
L'ancienne horloge Wagner a été vendue en 2015 à un antiquaire.
Vente mobilière de 2024.
Le 29 mars 2024 à Paris-Drouot, une vente aux enchères publiques a fait quitter le château des meubles de grands ébénistes : une rare armoire un temps présumée due à l'ébéniste Bon Durand mais estampillée par Bernard van Risen Burgh vers 1750 (reprod. coul. dans le n° 15 de "La Gazette Drouot" du 12/04/2024), le bureau plat et son cartonnier par Gaspard Schneider du Chancelier, une commode dite "en Tombeau" de Mathieu Criaerd (l'un et l'autre reprod. coul. dans le n° 11 de "La Gazette Drouot" du 15/03/2024 p. 27 et 28), qui ont atteint respectivement les sommes de 787 199 euros (estimation décuplée), 39 769 euros et 33 919 euros, ainsi que des œuvres d'art graphique : une Leçon de danse (1802) dessin d'Alexandre-Évariste Fragonard (38 399 euros) , et une Scène de chasse attribuée à Paul de Vos (23 039 euros).

## Parc et jardins
Le jardin à la française, constitué de parterres en broderie, a été aménagé à partir de 1925 par Achille Duchêne sur commande du second duc, Étienne d'Audiffret-Pasquier (1882-1957), qui fut député de l'Orne de 1919 à 1942.
Dans le parc, la ferme de la Hatrie dite ferme du Mesnil, possède un pigeonnier qui a été inscrit à l'Inventaire supplémentaire des monuments historiques.

## Protection aux monuments historiques
Au titre des monuments historiques :
- le château est inscrit par arrêté du 11 mai 1932 ;
- le jardin à la française avec son orangerie et les terrasses avec leurs escaliers sont classées par arrêté du 6 novembre 1986 ;
- les façades et toitures des deux pavillons du XVIIe siècle à l'entrée de la cour d'honneur ; les façades et toitures du pavillon de la bibliothèque du chancelier Pasquier prolongeant le corps central du château au Sud ; les façades et toitures des communs prolongeant le corps central du château au nord et en retour à l'ouest ; la chapelle ainsi que les façades et toitures des écuries sont inscrits par arrêté du 31 août 1993 ;
- la bibliothèque du château avec son décor intérieur est classée par arrêté du 30 décembre 1994 ;
- le pigeonnier de la Ferme de la Hatrie dite Ferme du Mesnil, en totalité est inscrit par arrêté du 27 janvier 2006.

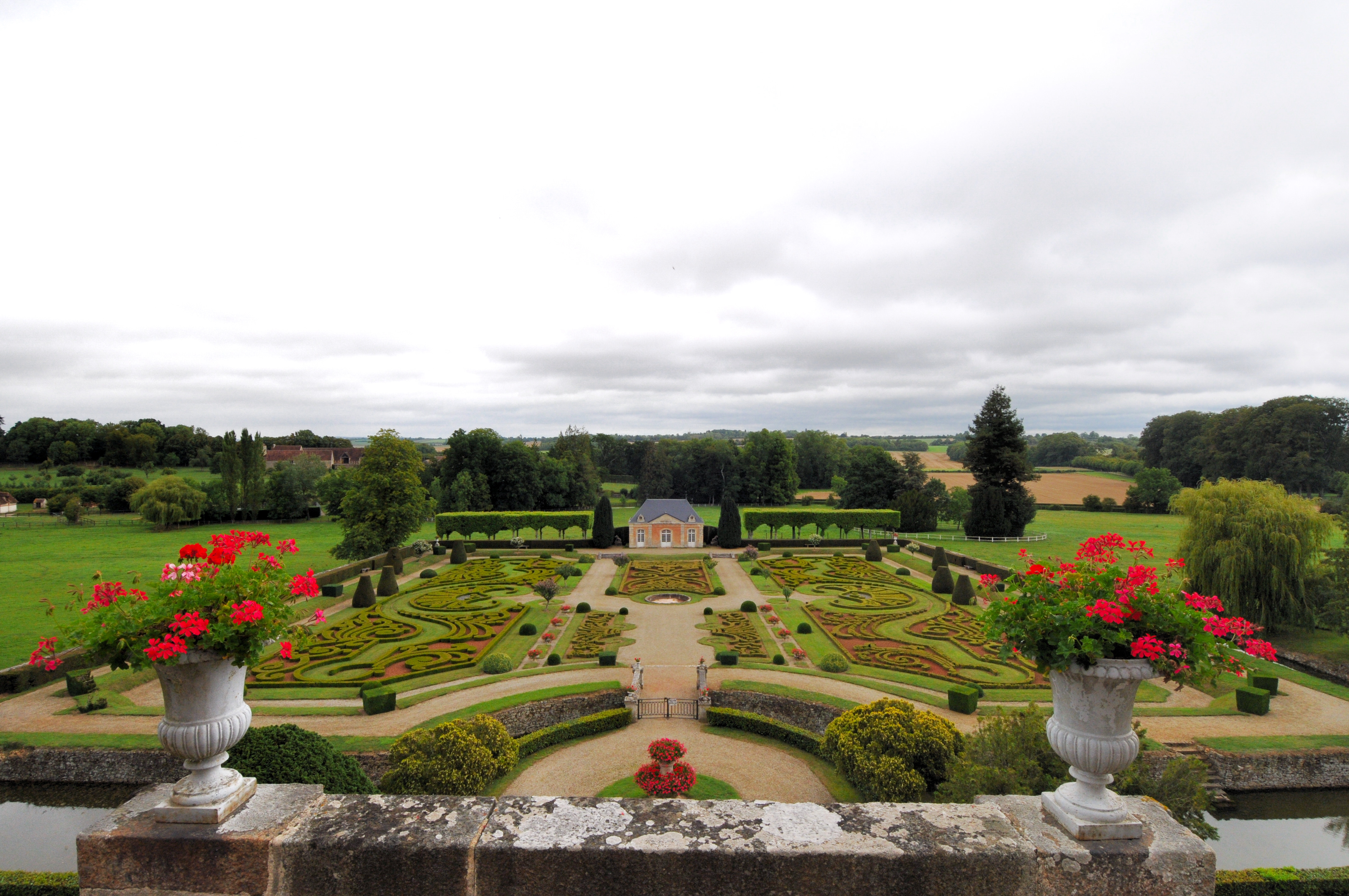
Vue générale des jardins.
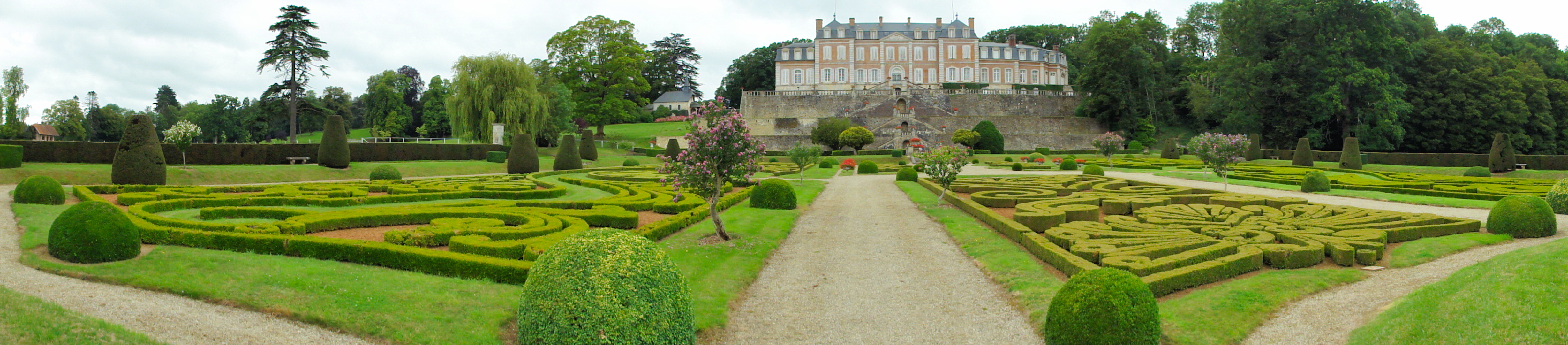
Panorama.